# Ragnar Skanåker
Karl Ragnar (Ragnar) Skanåker (Stora Skedvi, 8 juni 1934) is een Zweeds olympisch schutter. Hij nam zevenmaal deel aan de Olympische Spelen en won hierbij in totaal vier medailles.
Zijn beste prestatie boekte hij in 1972 door goud te winnen op het onderdeel 50 meter pistool. In 1976 en 1980 bleef hij zonder succes. In 1984 en 1988 zilver, in 1992 brons, en in 1996 wederom geen succes. Hij was verder uitgenodigd door het internationaal olympisch comité voor deelname aan de spelen van 2004, maar het Zweeds olympisch comité hield dit tegen. 
Verder won hij ook het wereldkampioenschap 50 meter pistool in 1982. In 1983 won hij het wereldkampioenschap 10 meter luchtpistool, in 1978 het wereldkampioenschap 25 meter pistool, met een nieuw wereldrecord.
1896: Sumner Paine ·
1900: Karl Röderer ·
1908: Paul Van Asbroeck ·
1912: Alfred Lane ·
1920: Karl Frederick ·
1936: Torsten Ullman ·
1948: Edwin Vásquez ·
1952: Huelet Benner ·
1956: Pentti Linnosvuo ·
1960: Aleksej Goesjtsjin ·
1964: Väinö Markkanen ·
1968: Grigori Kosysj ·
1972: Ragnar Skanåker ·
1976: Uwe Potteck ·
1980: Aleksandr Melentjev ·
1984: Xu Haifeng ·
1988: Sorin Babii ·
1992: Kanstantsin Loekasjyk ·
1996: Boris Kokorev ·
2000: Tanjoe Kirjakov ·
2004: Michail Nestroejev ·
2008: Jin Jong-oh ·
2012: Jin Jong-oh ·
2016: Jin Jong-oh